# Anaxyrus compactilis
Anaxyrus compactilis (Wiegmann, 1833) è un rospo della famiglia Bufonidae, endemico del Messico.
È una specie poca nota, associata al deserto e alla macchia.
La specie è minacciata principalmente dalla perdita di habitat causata dalla conversione delle terre in campi coltivati.